# DGMK Deutsche Wissenschaftliche Gesellschaft für nachhaltige Energieträger, Mobilität und Kohlenstoffkreisläufe
Die DGMK Deutsche Wissenschaftliche Gesellschaft für nachhaltige Energieträger, Mobilität und Kohlenstoffkreisläufe e. V. ist ein gemeinnütziger, eingetragener Verein mit dem Ziel der Förderung von Wissenschaft, Forschung, Technik und Weiterbildung auf dem Gebiet der 
a) Aufsuchung, Gewinnung und Speicherung von Energieträgern wie Erdöl, Erdgas, Wasserstoff und geothermische Nutzung des tiefen Untergrunds (Geothermie),
b) Verarbeitung und Anwendung von Mineralöl, Erdgas, biogenen Einsatzstoffen und ihren Folgeprodukten
c) Petrochemie
d) Konversion von Kohlenstoffträgern
e) Normung
Mit dem Fachausschuss Mineralöl- und Brennstoffnormung (FAM) ist die DGMK im Bereich der Mineralöl- und Brennstoffnormung aktiv. Der FAM des Normenausschusses Materialprüfung (NMP) ist ein Fachbereich des NMP im DIN. Er arbeitet nach den DIN-Richtlinien. Die Geschäftsstelle des FAM ist seit 1978 organisatorisch, finanziell und personell der DGMK angegliedert. Die DGMK vergibt u. a. die Carl-Engler-Medaille und zwei Förderpreise für Nachwuchswissenschaftler, den Georg-Hunaeus-Preis und den Carl-Zerbe-Preis. Das Organ der DGMK ist die monatliche Zeitschrift EEK, sie wird von der Energiemarkt GmbH herausgegeben.

## Geschichte und Name
Gegründet wurde der Vorgängerverein Deutsche Gesellschaft für Erdölforschung auf Anregung des Chemikers Leo Ubbelohde am 9. Mai 1933 zur Unterstützung der nationalsozialistischen Wirtschaftspolitik im VDI-Haus in Berlin. Zur Gründungsversammlung waren 75 Personen anwesend. Zum Ende des Gründungsjahres betrug die Mitgliederzahl 455 (366 persönliche Mitglieder, 63 Firmen und 26 sonstige Körperschaften und Institute). Im September 1933 wurde der Name der Gesellschaft in Deutsche Gesellschaft für Mineralölforschung (DGM) geändert, was der damals in Deutschland bedeutenden Mineralölerzeugung aus Braunkohle und Steinkohle durch Kohleverflüssigung Rechnung trug.
Mit dem Ende des NS-Staates wurde die DGM 1945 aufgelöst. 1948 wurde sie unter dem Namen Deutsche Gesellschaft für Mineralölwissenschaft und Kohlechemie neu gegründet. Das diesem Namen entsprechende Kürzel DGMK behielt der Verein auch nach der erneuten Namensänderung 1986 bei.

## Ehemalige Vorsitzende
1. 1933–1938: Leo Ubbelohde
2. 1939–1945: Alfred Bentz
3. 1948–1951: Ernst Terres
4. 1952–1954: Günther Schlicht
5. 1955–1957: Karl Ziegler
6. 1958–1960: Alfred Bentz
7. 1961–1962: Günther Schlicht
8. 1963–9999: Carl Zerbe
9. 1964–1966: Heinz Nedelmann
10. 1967–1969: Hans Joachim Martini
11. 1970–1972: Friedrich-Karl Scheibitz
12. 1973–1975: Günther Saßmannshausen
13. 1976–1978: Hans-Georg Goethe
14. 1979–1981: Wilhelm von Ilsemann
15. 1982–1984: Werner Peters
16. 1985–1988: Eckart Edye
17. 1989–1992: Gerd Escher
18. 1993–1996: Wilhelm Keim
19. 1997–2004: Georg von Hantelmann
20. 2005–2008: Kurt Döhmel
21. 2009–2010: Lutz-Michael Liebau
22. 2011–2018: Thomas Rappuhn
23. 2019–2021: Dirk Warzecha
24. 2022–2024: Robert Frimpong
25. 2025–0000: Jens Mueller-Belau